# Jean-Pierre Duprey
Jean-Pierre Duprey, född 1 januari 1930 i Rouen, död 2 oktober 1959 i Paris, var en fransk diktare och bildkonstnär (skulptur och måleri) knuten till surrealismens andra generation. Efter ett intensivt skrivande från femton års ålder och en brådmogen debut som poet övergick Duprey till att smida järnskulpturer i ett decennium, innan han återvände till poesin strax före sin död. Någon enskild volym av hans diktkonst finns inte i svensk tolkning (år 2021), men enstaka dikter har blivit tolkade alltsedan 1950-talet och publicerade i olika tidskrifter och i antologin Det omvända skriket : sju franska diktare i förtid slocknade (1992).

## Uppväxt
Jean-Pierre Duprey växte upp i en läkarfamilj på Rue Jeanne-d'Arc i Normandies regionala huvudstad Rouen, med mor och far och en yngre bror (François). Hans skolgång stördes periodvis av sjukdom, med anorektiska symtom åtföljda av hög feber, redan från tioårsåldern. Vad dessa symtom berodde på är det ingen som vet, men de började vid tiden för slaget om Frankrike och upphörde efter invasionen av Normandie, mellan åren 1940–1944. Ensam på sitt rum gjorde han för vana att läsa, skriva och teckna. Efter ett förödande bombanfall av de allierade styrkornas flyg 19 april 1944, med ungefär 20 000 skadade och 900 döda invånare, rådde skolans lärare barnen att hjälpa till i räddningsarbetet och Jean-Pierre anmälde sig frivilligt. På kvällen kom han hem alldeles utmattad efter att ha ägnat hela dagen åt att plocka ihop likdelar som skulle begravas.

## Konstnärlig verksamhet
Dikter av Jean-Pierre Duprey publicerades första gången då han var 16 år och gick på lycée Pierre-Corneille. Detta skedde i tidskriften Seine som just börjat ges ut av den blivande romanförfattaren Jacques Brenner i Rouen. Genom Brenner blev han bekant med Rimbauds verk, vilket blev avgörande för hans inriktning som poet. Brenner lånade honom även böcker av Lautréamont, Jarry, Artaud, vilka alla influerade den unge mannen. Sommaren 1948 träffade Jean-Pierre Duprey den tio år äldre sjuksköterskan Jacqueline Sénard (1920–1966) på en strand i Yport. De gifte sig 1951 i Varengeville, men hade levt tillsammans sedan hösten 1948 i Paris, där Jacqueline var anställd. Nyss fyllda 19 år inbjöds Jean-Pierre Duprey av André Breton att bli en del av "solution surréaliste", som svar på ett diktmanus Duprey satt samman i december 1948 och skickat till surrealistgruppens fasta punkt vid denna tid, bokhandeln-galleriet La Dragonne. "Ring mig om ni känner för det", avslutade Breton sitt långa svarsbrev i januari 1949. "Ni är helt visst en stor poet, dubblerad med någon annan som förbryllar mig. Det ljus ni kastar är ovanligt."
André Breton lät honom, den unge, okände, avsluta andra upplagan av sin antologi om svart humor, fylld av litterära storheter från 1700-talet och framåt, redigerad i omgångar sedan mitten av 1930-talet, Anthologie de l'humour noir (1950 års upplaga), med två scener ur skådespelet La Forêt sacrilège författat i augusti 1949. När Dupreys debutbok Derrière son double dessutom kom samma år 1950, i 345 numrerade exemplar, de 30 första signerade av författaren, i den nystartade förlagsserien Le Soleil noir, med förord av Breton, lade Duprey litteraturen åt sidan för att i stället ägna sig åt annat. 1952 gjorde exempelvis Jindřich Heisler och Georges Goldfayn en kortfilm – som ännu tros ha förkommit – efter synopsis av Jean-Pierre Duprey, men han var främst upptagen av olika former av bildkonst. Han hade en autodidaktisk hållning till skapande, men gick ändå i lära hos smeden René Hanesse i Pantin utanför Paris, för att lära sig hantera smidesarbete, så att han kunde framställa skulpturer i järn. "På bara några månader lärde han sig bemästra vad som vanligtvis tar två-tre år", berättade mäster Hanesse.
Duprey visade intresse för verk av Julio González och César. Första vernissagen som bildkonstnär ägde rum 16 februari 1954 på galleri À l'Étoile scellée, där André Breton var konstnärlig ledare. Han delade då utrymme med Juan Andralis (1928–1994) och Maurice Rapin (1927–2000) och visade upp elva skulpturer och fem målningar. Till en av skulpturerna fogade Jacquline Duprey-Sénard en dikt som hette Polaire och under dikten intygade Jean-Pierre att skulpturen bara var en återgivning av texten. I mars året efter deltog han i en samlingsutställning för konstnärsgruppen Phases på galleri Creuze i Paris. Ett foto av skulpturen Grippe-Chant beledsagades samtidigt av en egen dikt i andra numret av gruppens tidskrift Phases. Dupreys första separata skulpturutställning öppnade på Galerie Furstenberg 27 april 1956, där han ställde ut 17 skulpturer. Vernissagens injudningskort innehöll en lång text av Édouard Jaguer (1924–2006), i vilken han konstaterade att Dupreys järnsmidesskulpturer är "... en utmaning för poesin (här brutalt manad av sin egen skapare att gå i uppfyllelse). Och ordet att bli kött, kött av järn."

## Död
Våren 1959 greps Jean-Pierre Duprey av polis sedan han försökt släcka eldslågan på Den okände soldatens grav vid Triumfbågen, genom att urinera på den, som protest mot den franska kolonialmaktens krigföring i Algeriet. Han överfördes så småningom från häktet till mentalsjukhuset Sainte-Anne, där han vistades fram till den 30 juli. Tiden därefter återvände han till poesin som konstnärligt uttryck efter nästan ett decennium. Under ett par månader färdigställde han manuset till boken La Fin et la Manière. Den 2 oktober 1959 bad han Jacqueline att posta kuvertet med detta manus, adresserat till André Breton. När hon återkom såg hon honom hängd i en av ateljéns takbjälkar på n° 21 avenue du Maine i Montmartre, där han verkat sedan bildkonstnären Marie Vassilieffs (1884–1957) bortgång.

## Kulturellt arv
Jean-Louis Bédouin (1929–1996) tog med texter av Duprey i sin antologi över "den surrealistiska poesin", La Poésie surréaliste (1964). Samma år utkom Dupreys litterära debutbok Derrière son double i en andra utökad upplaga med teckningar av Max Ernst. Denna följdes upp av första utgåvan av La Fin et la Manière året efter, med omslag av Roberto Matta och ett långt förord av generationskamraten Alain Jouffroy. Skådespelet La Forêt sacrilège, som Breton hade publicerat två scener ur redan 1950, utgavs i sin helhet först 1970, illustrerad av Toyen med en serie gravyrer tryckta på grönt siden. Denna pjäs i tre akter hade sin urpremiär i Paris i oktober 1975 av Théâtre Rituel. 1993 gjordes en uppsättning i Bari, i Bruno Pompilis italienska översättning.
Paul Verlaine publicerade under 1880-talet en essäsamling kallad De fördömda poeterna. I dennes efterföljd utgav den franske poeten och förläggaren Pierre Seghers (1906–1987) i början av 1970-talet en antologi med femton nutida franskspråkiga poeter som han ville kalla "fördömda" på liknande vis. Bland dessa poeter återfanns Jean-Pierre Duprey. 1990 utkom hans samlade litterära arbeten i en volym, redigerad av Dupreys ursprunglige förläggare François Di Dio (1921–2005), grundaren av förlaget Le Soleil noir. År 2001 utkom ytterligare en volym med tidigare opublicerade dikter som grävts fram från hans unga år i Rouen. 
Som skulptör finns han representerad med ett järnsmidesarbete från 1958 på Israel Museum i Jerusalem som en del av den stora samling surrealistisk konst som Arturo Schwarz donerade dit i slutet av 1990-talet.
På svenska presenterades Jean-Pierre Duprey första gången av Ingemar Gustafson 1953 med en tolkning av den långa texten Tre eldar och ett torn hämtad ur den enda volym poeten själv gav ut under sitt liv, Derrière son double. Det dryga dussinet dikter som därefter har blivit föremål för tolkning har alla hämtats ur hans sista verk La Fin et la Manière. På 1970-talet publicerade Lasse Söderberg ett par tolkningar tillsammans med en jämförande studie av Jean-Pierre Duprey och Ingemar Leckius (före detta Gustafson) i tredje numret av tidskriften Tärningskastet. Det hittills fylligaste urvalet av hans dikter, elva stycken, svarade makarna Marie och Jacques Werup för i antologin Det omvända skriket (1992).

## Litterära verk
- Derrière son double, frontespis av Jacques Hérold och med brevförord av André Breton (Paris: coll. Le Soleil noir, 1950) 
  - En andra, utökad upplaga med teckningar av Max Ernst (Paris: Éditions Le Soleil noir, 1964)
- La Fin et la Manière, omslag av Roberto Matta och förord benämnt Lettre Rouge av Alain Jouffroy (Paris: Éditions Le Soleil noir, 1965)
- La Forêt sacrilège et autres textes, förord av André Breton, illustrationer av Toyen (Paris: Éditions Le Soleil noir, 1970)
- Œuvres complètes, redigerad och kommenterad av François Di Dio (Paris: Christian Bourgois Éditeur, 1990)
  - Derrière son double. Œuvres complètes, en nyutgåva i serien Poésie (Paris: Gallimard, 1999)
- Un bruit de baiser ferme le monde, opublicerade dikter (Paris: Le Cherche midi, 2001)

### På svenska
- Tre eldar och ett torn, dikt tolkad av Ingemar Gustafson (Odyssé nr 1, 1953)[23]
- En baklänges visa, dikt tolkad av Åsa Scherdin-Lambert (BLM, nr 5, 1965)
- Evigheten i svarta lakan I, dikt tolkad av Carl-Henning Wijkmark (Katalog till vandringsutställningen Surrealism?, redigerad av Ragnar von Holten och José Pierre, Riksutställningar/nr 125 (1970)
- Rosen i askan och Proppfull, två dikter tolkade av Lasse Söderberg (Tärningskastet, nr 3, u.å., [1977])
- ["Dikter"]. Ingår i Det omvända skriket : sju franska diktare i förtid slocknade, en antologi i urval och tolkning av Marie och Jacques Werup (Stockholm : Bonnier, 1992)

### På engelska
- Temporal flight, Pierre Joris översättning av La fuite temporelle ur La Fin et la Manière (1965) (London: Earthgrip Press, 1976)
- 4X1: en antologi med Tristan Tzara, Rainer Maria Rilke, Jean-Pierre Duprey och Habib Tengour, i översättning av Pierre Joris (Albany NY: Inconundrum Press, 2002)

## Utställningar
- 1954: samlingsutställning på galleri À l'Étoile scellée i Paris. Skulpturer och målningar.
- 1955: samlingsutställning på galleri Creuze i Paris, med konstnärsgruppen Phases.
- 1956: separatutställning på Galerie Furstenberg i Paris.
- 1957: samlingsutställning på galleri Kléber i Paris, med medlemmar av Phases.
- 1957: samlingsutställning kallad Phasen på Stedelijk Museum i Amsterdam, med medlemmar av Phases.
- 1958: Salon de la Jeune sculpture i Paris.
- 1958: samlingsutställning kallad Cinq jeunes sculpteurs de la nouvelle école de Paris på galleri Saint-Augustin i Paris. Tillsammans med Augustín Cárdenas (1927–2001), Louis Chavignier (1922–1972), Michel Guino (1926–2013) och Philippe Hiquily (1923–2013).